# Sten Strömbom

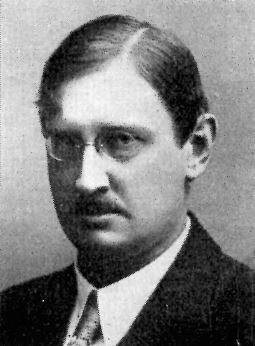
Sten Strömbom.

Sten Visbur Nikolaus Strömbom, född 30 mars 1886 i Vretstorp, Viby församling, Örebro län, död 20 november 1969 i Dorotea församling, Västerbottens län, var en svensk läkare och tecknare. Han var bror till Sixten och Yngve Strömbom.
Strömbom, som var son till förste trafikinspektören vid Statens Järnvägar Carl Fredrik Strömbom och Elin Laura Ehinger, var gift första gången 1918–1930 med Selma Josefina Vesterlund och andra gången med Märta Sofia Hedman. Strömbom avlade studentexamen i Jönköping 1905, avlade mediko-filosofisk examen 1907 samt blev medicine kandidat 1914 och medicine licentiat 1923 vid Uppsala universitet. Han var förordnad som underläkare vid Lysekils havsbad och Hålahults sanatorium 1915–1916, t.f. överläkare vid tuberkulossjukhusen i Sandträsk och Svenshögen 1916–1917, t.f. provinsialläkare i ett flertal distrikt 1918–1923, amanuens vid kirurgiska polikliniken i Uppsala 1920–1922 och provinsialläkare i Dorotea distrikt från 1923. Han var läkare vid Dorotea sjukstuga från 1928, vid Dorotea ålderdomshem från 1930, assistentläkare vid Umeå lasaretts kirurgiska avdelning 1930–1931 under ledighet från de innehavda tjänsterna i Dorotea. Han innehade guldmedalj för berömliga gärningar. Vid sidan av sin tjänst var han verksam som tecknare och finns representerad vid Uppsala universitetsbibliotek med ett porträtt av professor Gustaf Granqvist.

## Strömboms trädgård
Vid sin läkarbostad i Dorotea lät Sten Strömbom uppföra en trädgård med slottsträdgården i Versailles som förebild. Trädgården skapade han för patienternas skull. Bland bassänger, växter, grönsaker och vattenspeglar fick barn leka och bada. När Strömbom gick i pension förföll trädgården. 1964 beslöt Dorotea kommun att spränga bort den sista bassängen för att ge plats åt utbyggnad av sjukstugan.